# Newton Edmunds
Pour les articles homonymes, voir Edmunds.
Newton Edmunds (né le 31 mai 1819 et mort le 18 février 1908) est un homme politique américain, deuxième gouverneur du territoire du Dakota de 1863 à 1866.

## Biographie

### Premières années
Newton Edmunds est né à Hartland, dans l'État de New York, le 31 mai 1819. En 1832, il déménage avec sa famille dans le Michigan. La famille Edmunds est activement impliquée en politique, d'abord en soutenant le Parti du sol libre, puis en rejoignant le Parti républicain. Newton est nommé secrétaire en chef au bureau de l’arpenteur général, ce qui le conduit dans le territoire du Dakota en 1861. Le 30 août 1862, il est élu huitième caporal de la compagnie A de la milice du Dakota, à la suite du soulèvement des Sioux.

### Gouverneur du territoire du Dakota
Le 17 octobre 1863, Edmunds est nommé gouverneur du territoire du Dakota par le président Abraham Lincoln, après avoir reçu le soutien enthousiaste de l’ancien gouverneur William Jayne. Edmunds prête serment le 2 novembre. Durant son mandat, il joue un rôle clé dans la mise en place d'un système scolaire public et d'un système fiscal régulier pour le territoire. Il encourage également l’adoption de techniques agricoles avancées et permet avec succès l'introduction des moutons dans le territoire du Dakota en 1865.
Edmunds estime également que les conflits avec les Amérindiens dans la région freinaient l’établissement des colons blancs, en créant une perception négative du territoire. En octobre 1865, lui et sa commission entament des négociations avec les tribus amérindiennes vivant le long du fleuve Missouri ; à terme, la commission parvient à des accords de paix avec treize tribus. Cependant, Walter A. Burleigh (en) s’oppose à l'initiative pacifique d’Edmunds avec les Amérindiens et recommande son renvoi, l’accusant d’avoir monté un stratagème pour détourner de l'argent du Bureau des affaires indiennes. Le 8 août 1866, Edmunds est démis de ses fonctions par le président Andrew Johnson et remplacé par Andrew Jackson Faulk, le beau-père de Burleigh.

### Dernières années et mort
Après avoir quitté ses fonctions, Edmunds continue de s'impliquer dans les affaires et la politique du territoire du Dakota. Il demeure membre de commissions pour négocier avec les tribus amérindiennes et joue un rôle important dans l’établissement d’une ligne ferroviaire reliant Yankton à Sioux City. En 1873, il fonde la Yankton State Bank avec Leighton Wynn. Dans les années 1880, il rejoint le mouvement en faveur de l'admission du Dakota en tant qu’État et participe à la première convention constitutionnelle à Sioux Falls en septembre 1883. En septembre 1891, il fonde avec ses deux fils la Yankton National Bank. Edmunds reste actif dans les affaires à Yankton jusqu'à sa mort d’un accident vasculaire cérébral, le 13 février 1908.

## Hommages
Le nom d’Edmunds est donné au comté d’Edmunds, dans le Dakota du Sud,.
En 1964, il est intronisé au Hall of Great Westerners du National Cowboy & Western Heritage Museum.